# Carlo Corazzin
Giancarlo Michele Corazzin, detto Carlo (New Westminster, 25 dicembre 1971), è un ex calciatore canadese, di ruolo attaccante.

## Carriera

### Club
Nato nel giorno di Natale del 1971 da genitori di origine trevigiana, debutta nel Winnipeg Fury a 21 anni, segnando 10 reti in 24 partite alla prima stagione da professionista. Nel 1993 passa al Vancouver 86ers, dove segna 7 reti in 24 partite; grazie alle sue prestazioni viene acquistato dal Cambridge United, squadra britannica; in due stagioni e mezzo segna 43 reti in 117 partite, che gli valgono il trasferimento al Plymouth Argyle. In 86 partite va a segno 24 volte; trasferitosi in terza divisione inglese, al Northampton Town, dove segna 32 volte in 89 gare. Dal 2000 al 2002 gioca per l'Oldham Athletic, e nel 2003 torna in Canada concludendo la carriera nel 2005 con il Vancouver Whitecaps, nuovo nome degli 86ers.

### Nazionale
Con la nazionale di calcio canadese ha debuttato nel 1994, giocando un totale di 59 partite e segnando 11 volte. La CONCACAF Gold Cup 2000 ha visto Corazzin laurearsi capocannoniere con 4 reti, aiutando la nazionale di calcio canadese a vincere per la seconda volta la competizione.

## Palmarès

### Nazionale
- Gold Cup: 1

2000

### Individuale
- Miglior marcatore della Gold Cup: 1

2000 (4 gol)